# Onze-Lieve-Vrouw-ten-Hemelopnemingkerk (Someren-Eind)
De Onze-Lieve-Vrouw-ten-Hemelopnemingkerk was een parochiekerk in het tot de Nederlandse gemeente Someren behorende dorp Someren-Eind, gelegen aan Nieuwendijk 36.

## Geschiedenis
Van 1877-1956 bestond te Someren-Eind een katholieke kerk aan de Nieuwendijk. De daaropvolgende kerk is van 1957 en werd gebouwd naar ontwerp van Jan Strik in modernistische stijl. Het was een zaalkerk met losstraande klokkentoren. De kerk werd al verkleind in 1995, en in 2013 werd ze gesloopt. De toren is blijven staan. Op de plaats van de kerk verrees een dorpshuis.